# 동파키스탄 해방군
동파키스탄 해방군(벵골어: মুক্তিবাহিনী)은 방글라데시 독립 전쟁 당시에 활동 한 동파키스탄의 사회주의 게릴라 조직이다. 동파키스탄 해방군은 대부분 방글라데시 공산당과 아와미 연맹의 당원들로 구성되어 있었다.